# Ел Економиста (Аргентина)
Ел Економиста  (шп. El Economista)  су независне аргентинске новине са седиштем у Буенос Ајресу. Основане су 1951. од стране Милана Стојадиновића, са фокусом на економске, финансијске, политичке и међународне вести.

## Историја
Новине Ел Економиста је основао Милан Стојадиновић, бивши председник Владе Југославије који је смењен 1940. године, а потом депортован на Маурицијус. По завршетку Другог светског рата, прогнан је у Буенос Ајрес 1946. године. Током година у Аргентини, почео је да ради за новине које би пружиле нови приступ економским информацијама. Тако је 30. јуна 1951. изашао први број недељника Ел Економиста. 
Власништво над новинама и главно уређивање остало је у рукама наследника Милана Стојадиновића након његове смрти 1961. Супруг Стојадиновићеве ћерке Љиљане, Душан Радоњић (1918 — 2013) преузео је улогу главног уредника Ел Економиста 1961. На тој позицији остао је до августа 2001. када га је наследио син Хуан Радоњић (шп. Juan Radonjic). Данашњи генерални дирекор и уредник Ел Економиста је Стојадиновићев праунук Алехандро Радоњић (шп. Alejandro Radonjic) који је на тој функцији у јулу 2022. наследио свог оца Хуана.
Новине су тренутно 100% у власништву Хуана Радоњића и његове деце.
Упркос идеологији десног центра, новине су увек давале простор различитим мишљењима и у њему су писали истакнути новинари и економисти.
Медији су у Аргентини 1999. добили свој простор на кабловском каналу Метро, где се и данас емитује недељни програм Ел Економиста ТВ.
У марту 2010. године изашао је први број часописа Ел Естадиста, у власништву тадашњег директора Ел Економисте Хуана Радоњића. Исте године новине су покренуле своју веб страницу.
У марту 2016. штампано издање је напустило недељну фреквенцију излажења, које је имало тираж од око 3,500 примерака, и почело је да излази од понедељка до петка, достижући дневни тираж од 12,000 примерака.
Ел Економиста се 2021. придружио Гугловој иницијативи за  пружање новинарског садржаја на сајтовима Гугл Њуз (шп. Google Noticias) и Дисковер (Discover). 

## Главни уредници
- Милан Стојадиновић (1951 — 1961)
- Душан Радоњић (1961 — 2001)
- Хуан Радоњић (2001 — 2022)
- Алехандро Радоњић (2022 — активан)